# CZN Burak
Burak Özdemir (sinh ngày 24 tháng 3 năm 1994), hay còn được biết đến với cái tên CZN Burak, là một đầu bếp người Thổ Nhĩ Kỳ. CZN, biệt danh của Özdemir, bắt nguồn từ việc thường xuyên phát âm sai từ Cinzano, tên cửa hàng dệt may của cha ở Laleli.

## Khởi nghiệp
Burak sở hữu chuỗi nhà hàng Hatay Civilizations Table (tiếng Thổ Nhĩ Kỳ: Hatay Medeniyetler Sofrası), gồm năm chi nhánh: Taksim, Aksaray, Etiler và các chi nhánh ở nước ngoài tại Dubai, Tajikistan, và Doha (2022).

## Sự nổi tiếng
Việc chuẩn bị và nấu các món ăn Thổ Nhĩ Kỳ với 1 nụ cười trước ống kính máy quay đã giúp Özdemir trở thành người nổi tiếng trên các nền tảng mạng xã hội như Instagram và TikTok. Bên cạnh đó, anh cũng quyên góp lương thực, thực phẩm cho những người nghèo khổ.

## Sức khỏe
Tháng 5 năm 2022, các bài đăng về chủ đề "Pray For Burak" đã được lan truyền trên mạng xã hội khi có tin đồn rằng Burak đang bị khối u não. 
Özdemir đã bác bỏ những tuyên bố này trên mạng xã hội và cho rằng chúng 'không có căn cứ'. Một làn sóng suy đoán mới xuất phát từ các bài đăng vào năm 2023 cho thấy anh đã bị cạo trọc đầu. Mặc dù người ta đã chỉ ra rằng Özdemir, một người theo đạo Hồi, có thể đã cạo đầu khi tham gia Umrah.